# Tobamovirus
Genre
Espèces de rang inférieur
- Virus de la mosaïque du tabac
- Virus de la mosaïque de la tomate

Tobamovirus est un genre de virus des plantes ou phytovirus, de la famille des Virgaviridae, dont l'espèce-type est le virus de la mosaïque du tabac. Ces virus ont comme effets de décolorer ou de déformer partiellement les feuillages des plantes atteintes et quelquefois les fruits.

Parmi les plantes cultivées atteintes de ce type de virus, on peut citer :
ail, amandier, betterave, blé, canne à sucre, châtaignier, chou-fleur, chrysanthème, concombre, cresson, figuier, haricot, houblon, laitue, luzerne, manioc, navet, noisetier, orge, pastèque, pêcher, poirier commun, petit pois, pomme de terre, pommier, rosier, soja, tabac, tomate, etc.
Les tobamovirus présentent un génome composé d'une molécule d'ARN à polarité positive. Le plus étudié est le virus de la mosaïque du tabac

## Liste
- Paprika mild mottle virus - virus de la marbrure légère du paprika
- Pepper mild mottle virus (PMMoV) - virus de la marbrure légère du piment
- Ribgrass mosaic virus (HRV) - virus de la mosaïque du ray-grass
- Tobacco mild green mosaic virus - virus de la mosaïque verte légère du tabac
- Tobacco mosaic virus - virus de la mosaïque du tabac
- Tomato mosaic virus (TMV) - virus de la mosaïque de la tomate
- Tomato brown rugose fruit virus (ToBRFV) - virus du fruit rugueux brun de la tomate

## Lutte
- Utilisation de variétés naturellement résistantes, ou greffées.
- Détection et élimination des plantes atteintes (le plus précocement possible).
- Lutte contre les parasites vecteurs (nématodes, cicadelles, pucerons, thrips, etc.).
- Élimination des herbes adventices, qui peuvent être des plantes hôtes.

## Référence biologique
- (en) ICTV : Tobamovirus  (consulté le 1er février 2021)